# Văcărescu (cratère)
Văcărescu est le nom d'un cratère d'impact présent sur la surface de Vénus.
Le cratère a ainsi été nommé par l'Union astronomique internationale en 1994 en hommage à la femme de lettres franco-roumaine Hélène Vacaresco.
Son diamètre est de 31,5 km. Il se situe dans la région du quadrangle de Barrymore (quadrangle V-59).